# Dudley Laws
Dudley Laws (7 de maio de 1934 - 24 de março de 2011) foi um ativista dos direitos civis jamaicano, naturalizado canadense. Ele foi diretor-executivo do Black Action Defence Committee.